# Edenophorus knysna
Edenophorus knysna är en tvåvingeart som beskrevs av Smith 1969. Edenophorus knysna ingår i släktet Edenophorus och familjen dansflugor. Inga underarter finns listade i Catalogue of Life.